# Sarah Dawn Finer
Sarah Dawn Finer (Estocolmo, 14 de septiembre de 1981) es una cantante, actriz y presentadora de televisión sueca.

## Biografía
Sarah Dawn Finer nació en Estocolmo el 14 de septiembre de 1981, hija de David Finer, periodista médico británico, y Francine Lee Mirro, profesora estadounidense de danzaterapia que residía en Suecia. Tiene una hermana menor, Zoie Finer, y un hermanastro mayor por parte materna, el cantante Rennie Mirro (cuyo padre es Eric Bibb). Dada su ascendencia, es bilingüe en sueco e inglés.
Desde joven ha estado involucrada en el mundo del espectáculo. Tras completar la educación primaria fue matriculada en la Escuela de Música Adolf Fredrik, una de las más prestigiosas de Estocolmo y dedicada a la formación de músicos profesionales, al tiempo que realizaba pequeños papeles en series de televisión y era la presidenta del sindicato de estudiantes de su instituto. Posteriormente se convirtió en actriz de musicales e hizo colaboraciones para otros intérpretes como Peter Jöback, Björn Skifs, Martin Stenmarck y Moneybrother.
El debut en solitario llegó el 30 de mayo de 2007 con la publicación de A Finer Dawn, un disco con temas pop y soul en inglés que alcanzó el segundo puesto en las listas de ventas suecas. La artista participó en el Melodifestivalen 2007 con su primer sencillo, la balada I remember love, y quedó cuarta en la final. Pese a no ganar, su canción fue una de las más emitidas en la radio nacional.
Dos años después volvió a presentarse al Melodifestivalen 2009 con Moving On, compuesta junto con Fredrik Kempe. En esta ocasión su tema fue derrotado en la segunda oportunidad (Andra Chansen) por La Voix de Malena Ernman, eventual ganadora del certamen. Este sencillo era el adelanto de su segundo disco, Moving On, que a su publicación el 17 de agosto de 2009 se convirtió en uno de los más vendidos tanto en formato físico como en digital (iTunes). Al año siguiente salió el álbum de villancicos Winterland.
En 2012 sacó su tercer álbum Sanningen kommer om natten, el primero íntegramente en sueco, al tiempo que se convirtió en una de las presentadoras más reconocidas de la televisión pública sueca (Sveriges Television) para eventos especiales como teletones, programas musicales y especiales de Navidad. Ese año copresentó el Melodifestivalen 2012 junto con Helena Bergström y Gina Dirawi, y en un sketch interpretó por primera vez a Lynda Woodruff, una portavoz ficticia de la Unión Europea de Radiodifusión que parodiaba a la organización. Gracias a ese papel obtuvo fama internacional y la SVT recurrió a ese personaje tanto para dar los votos de Suecia en Eurovisión 2012 como para los intervalos de Eurovisión 2013, organizado en Malmö. Además, Sarah Dawn cantó The Winner Takes It All antes de las votaciones. Finer recuperó el personaje de Lynda Woodfruff para Eurovisión 2016. 
El último álbum que ha publicado es Vinterland (2014), con villancicos en sueco. Desde entonces ha estado más enfocada en su carrera como actriz de musicales y presentadora de televisión. Desde 2018 presenta Så ska det låta en SVT1 y ha sido una de las conductoras del Melodifestivalen 2019.

## Discografía

### Álbumes
- A Finer Dawn (2007, Roxy)
- Moving On (2009, Roxy)
- Sanningen kommer om natten (2012, Roxy)

### Sencillos

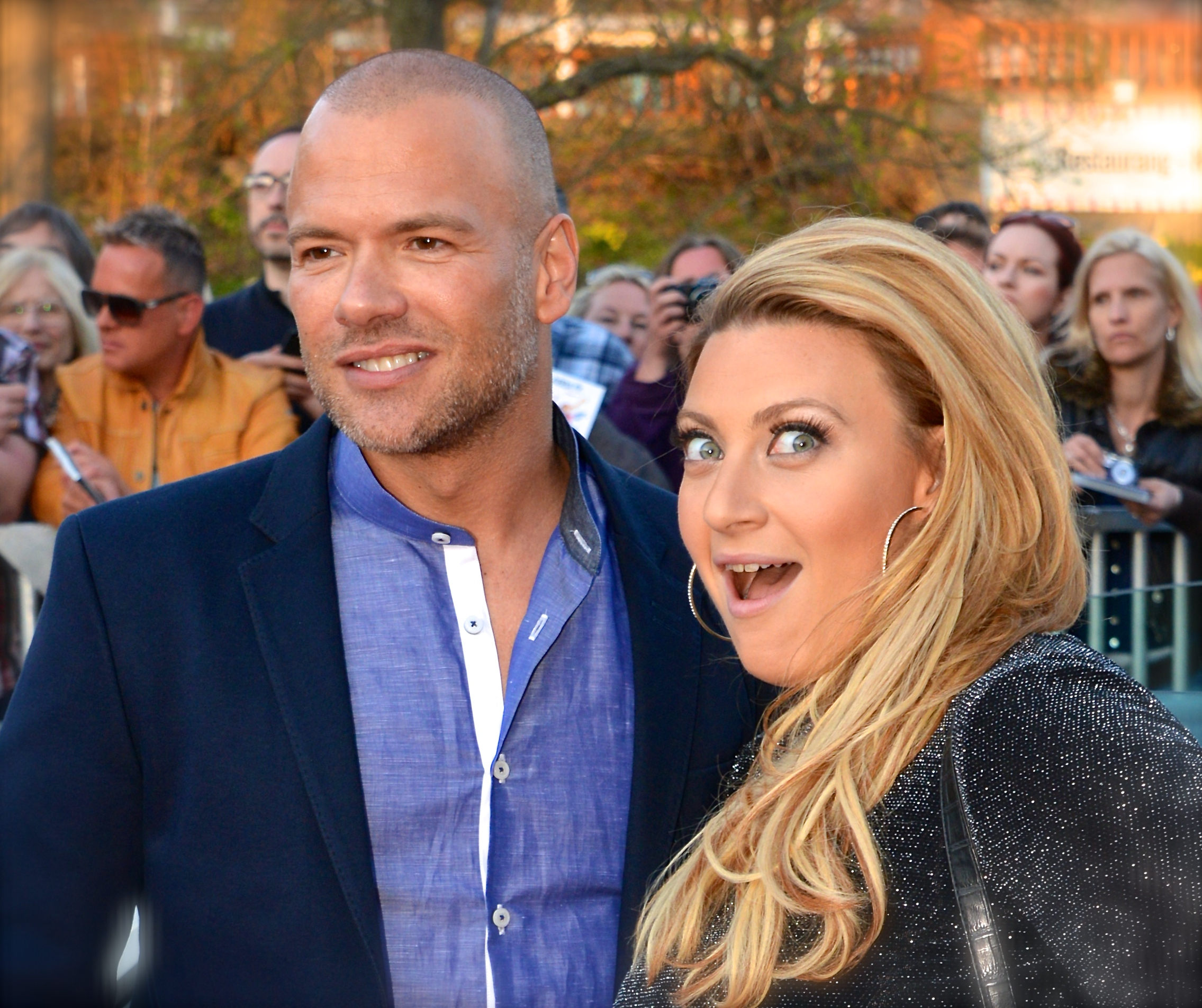
Sarah Dawn Finer junto con Andreas Lundstedt.

- 2007 - I Remember Love (Melodifestivalen 2007)
- 2007 - Stay
- 2007 - A Way Back to Love
- 2007 - Stockholm By Morning
- 2008 - Does Shw Know You
- 2009 - Moving On (Melodifestivalen 2009)
- 2009 - Standing Strong
- 2010 - Kärleksvisan
- 2010 - I'll Be Your Wish Tonight
- 2011 - Is Anybody There (dúo con Samuel Ljungblad)
- 2012 - Nu vet du hur det känns
- 2012 - Balladen om ett brustet hjärta

### Discos navideños
- Winterland (2010, Roxy)
- En riktigt god jul (2011, álbum conjunto con Malena Ernman)
- Vinterland (2014, Roxy)